# Chód na 35 kilometrów
Chód na 35 kilometrów jest jedną z konkurencji chodziarskich rozgrywanych na igrzyskach olimpijskich i na mistrzostwach świata od 2022 roku (zastąpił chód na 50 kilometrów)